# Carl Lewis
Carl Lewis (eigentlich Frederick Carlton Lewis; * 1. Juli 1961 in Birmingham, Alabama) ist ein US-amerikanischer ehemaliger Leichtathlet. Er zählt zu den erfolgreichsten Leichtathleten der Sportgeschichte. Er erzielte mehrere Weltrekorde und dominierte zwischen 1983 und 1996 im Sprint und im Weitsprung mit neun Olympiasiegen und acht Weltmeistertiteln wie kaum ein anderer. Im Jahr 1999 wurde er von der IAAF (World Athletics) als Leichtathlet des Jahrhunderts geehrt, 2003 wurden Dopingvorwürfe gegen ihn laut.

## Karriere

### Olympische Spiele
1980 wurde Carl Lewis in die US-Auswahl für die Olympischen Spiele in Moskau berufen. Der amerikanische Boykott der Spiele verhinderte aber Lewis’ ersten großen internationalen Auftritt. Bei den Olympischen Spielen 1984 in Los Angeles kam dann die Wiedergutmachung. Lewis, der bereits im Jahr zuvor bei den Weltmeisterschaften in Helsinki erfolgreich war, gewann vier Goldmedaillen (100 m, 200 m, Weitsprung, 4 × 100 m), wobei er das gleiche Kunststück fertigbrachte, welches seinem großen Vorbild Jesse Owens bei den Spielen 1936 in Berlin gelungen war.
Bei den Olympischen Spielen 1988 in Seoul konnte Lewis seiner Sammlung im Weitsprung und im 100-Meter-Lauf zwei weitere Goldmedaillen hinzufügen. Allerdings wurde ihm letztere erst nachträglich zuerkannt, nachdem der zunächst siegreiche Ben Johnson des Dopings überführt wurde. Dass Lewis trotzdem nicht den Vierfachtriumph von Los Angeles wiederholen konnte, lag an der Disqualifikation der US-amerikanischen Sprintstaffel im Vorlauf wegen eines Wechselfehlers. Neben Calvin Smith war an diesem Missgeschick mit Lee McNeill ausgerechnet der Ersatzmann beteiligt, der anstelle von Lewis eingesetzt wurde, um diesen aufgrund seiner vielen Einzelstarts zu schonen. Außerdem musste sich Lewis über 200 Meter seinem Freund und Teamkameraden Joe DeLoach geschlagen geben.
Vier Jahre später konnte sich Lewis für die Spiele in Barcelona aufgrund einer Krankheit im Vorfeld nicht für einen Einzelstart über die 100 bzw. 200 Meter qualifizieren. Somit besaß er lediglich in der Sprintstaffel und im Weitsprung Chancen auf einen abermaligen Sieg. Beides gelang ihm, im Staffelwettbewerb führte er zudem als Schlussläufer seine Mannschaft mit einem Weltrekord zu Gold, der erst bei den Olympischen Spielen in Peking 2008 durch Jamaika übertroffen wurde. Mit dem Sieg im Weitsprung konnte Carl Lewis nicht nur seine dritte olympische Goldmedaille in dieser Disziplin feiern, sondern mit Mike Powell den Mann besiegen, der ihm im Laufe der Zeit zum ersten wirklich ernsthaften Konkurrenten erwachsen war und mittlerweile den Weltrekord hielt.
Bei den Olympischen Spielen 1996 in Atlanta konnte Lewis im Weitsprung schließlich seine vierte Goldmedaille in Folge erringen. Zuvor war das nur Al Oerter im Diskuswurf gelungen. Nach den Spielen von Atlanta zog sich Lewis aus dem Leistungssport zurück.
Carl Lewis gewann insgesamt zehn olympische Medaillen (neunmal Gold, einmal Silber). Nach der Zahl der olympischen Goldmedaillen ist er nach Michael Phelps und zusammen mit fünf weiteren Olympioniken der erfolgreichste Athlet aller Zeiten (Stand: 4. August 2024) und einer der erfolgreichsten Sportler überhaupt.
Bei der Eröffnungsfeier der Olympischen Spiele 2024 in Paris gehörte Lewis zu den Trägern der olympischen Fackel.

### Weltmeisterschaften
Bei den ersten Leichtathletik-Weltmeisterschaften 1983 in Helsinki gelang Carl Lewis der internationale Durchbruch. Mit insgesamt drei Goldmedaillen über 100 Meter, 4-mal 100 Meter und dem Weitsprung war er nach Marita Koch aus der DDR der erfolgreichste Teilnehmer dieser Titelkämpfe.
Vier Jahre später bei den Weltmeisterschaften in Rom konnte Lewis den Erfolg wiederholen. Den Weltmeistertitel über 100 Meter bekam er aber, wie auch den Olympiasieg im Jahr darauf, durch die Disqualifikation von Ben Johnson nachträglich zugesprochen.
Seit der Disqualifikation des Kanadiers war Lewis zudem im Besitz des Weltrekords, welchen er 1991 kurz vor den Weltmeisterschaften in Tokio an Leroy Burrell verlor. Bei den Weltmeisterschaften schließlich verteidigte Lewis im bis dahin schnellsten 100-Meter-Rennen aller Zeiten seinen Titel und holte sich mit der Siegerzeit von 9,86 Sekunden den Weltrekord zurück. Sechs der acht Finalteilnehmer blieben in diesem Rennen unter der „magischen Grenze“ von zehn Sekunden, zudem wurden neben der Weltbestmarke ein neuer Europarekord und ein Afrikarekord aufgestellt.
Durch diese überzeugende Darbietung galt Carl Lewis auch als haushoher Favorit für den anschließenden Weitsprungwettbewerb. Doch ausgerechnet in seiner Paradedisziplin musste er nach einer Siegesserie, welche über mehr als zehn Jahre angedauert hatte, seinem Teamkollegen Mike Powell den Vortritt lassen. Bei einem denkwürdigen Wettkampf, der das 100-Meter-Finale vom sportlichen Stellenwert her nochmals überflügelte, sprang Lewis die beste Wettkampfserie, die je ein Weitspringer erreichte. Er schaffte vier Sprünge zwischen 8,83 Meter und 8,91 Meter und übertraf mit letzterem die legendäre Bestmarke von 8,90 Meter durch Bob Beamon aus dem Jahre 1968, die bis dato 23 Jahre Bestand hatte. Allerdings konnte der 8,91-Meter-Sprung wegen zu starken Rückenwinds nicht als Weltrekord gewertet werden. Lewis verlor schließlich den Aufsehen erregenden Wettkampf gegen Mike Powell, der seinerseits mit 8,95 Meter einen neuen Weltrekord markierte. Mit dem Sieg in der 4-mal-100-Meter-Staffel – mit Weltrekord in 37,50 Sekunden – errang Carl Lewis seine dritte Medaille bei diesen Welttitelkämpfen.
Carl Lewis konnte zu diesem Zeitpunkt acht Weltmeistertitel aufweisen, was zur damaligen Zeit von keinem anderen Leichtathleten auch nur annähernd erreicht worden war. Später wurde diese Bestmarke von Michael Johnson eingestellt und erst 2015 von Usain Bolt übertroffen, dem die Neuregelung entgegenkam, dass ab 1993 der Austragungsturnus der Weltmeisterschaften auf zwei Jahre halbiert wurde.
Im Jahr 1993 gewann Carl Lewis bei den Weltmeisterschaften in Stuttgart die Bronzemedaille im 200-Meter-Lauf, nachdem er im vorangegangenen 100-Meter-Lauf als Weltmeister entthront wurde und nur den vierten Platz belegte. Da er in diesem Wettkampfjahr eine Pause vom Weitsprung einlegte und darüber hinaus auf einen Staffeleinsatz verzichtete, blieb dies seine einzige Medaille bei diesen Titelkämpfen.
Insgesamt gewann Carl Lewis bei vier Weltmeisterschaften zehn Medaillen (achtmal Gold, einmal Silber und einmal Bronze).

### Dopingvorwürfe
2003 wurde bekannt, dass 1988 bei einem Dopingtest, dem Lewis während der US-Ausscheidungskämpfe unterzogen worden war, drei verbotene Doping-Substanzen (Ephedrin, Pseudoephedrin und Phenylpropanolamin) festgestellt worden waren. Damals sendete das USOC einen Brief am 26. August 1988:
„Im Namen des USOC (…) muss ich bestätigen, dass die Auswertungen Ihrer B-Proben für Probe #2383 und für Probe #2356 positiv auf Pseudoephdrin (sic), Ephedrin und Phenylpropanolamin waren... Weitere Dokumente werden folgen. Laut den USOC Bestimmungen sind diese Resultate Anlass für eine Disqualifikation vom Olympischen Team für die Olympischen Sommerspiele 1988 in Seoul, Korea.“
Das Olympische Komitee der USA (USOC) annullierte die daraufhin fällige Sperre mit der Begründung, die Einnahme sei unabsichtlich erfolgt, und verschwieg den Fall (ebenso wie weitere positive Proben anderer Athleten, wie z. B. Joe DeLoach) dem IOC, so dass Lewis in Seoul antreten konnte. Später stellte sich heraus, dass das USOC in den zwölf Jahren zwischen 1988 und 2000 118 positive Dopingproben verheimlichte und zudem Untersuchungen durchführte, wie lange Dopingsubstanzen nachweisbar waren.

## Statistiken
| Datum         | Wettkampf                                    | Ort              | Platz | Disziplin  | Resultat    | Wind     |
| ------------- | -------------------------------------------- | ---------------- | ----- | ---------- | ----------- | -------- |
| 24. Juni 1978 | TAC Juniorenmeisterschaften                  | Bloomington      | 4     | Weitsprung | 7,55 m      | k. A.    |
| 23. Feb. 1979 | AAU Hallenmeisterschaften                    | New York         | 6     | Weitsprung | 7,27 m      | –        |
| 16. Juni 1979 | AAU Meisterschaften                          | Walnut           | 2     | Weitsprung | 8,09 m (w)  | k. A.    |
| 7. Juli 1979  | Panamerikanische Spiele                      | San Juan         | 3     | Weitsprung | 8,13 m      | k. A.    |
| 29. Feb. 1980 | TAC Hallenmeisterschaften                    | New York         | 3     | Weitsprung | 7,87 m      | –        |
| 14. März 1980 | NCAA Hallenmeisterschaften                   | Detroit          | 1     | Weitsprung | 8,04 m      | –        |
| 6. Juni 1980  | NCAA Meisterschaften                         | Austin           | 1     | Weitsprung | 8,35 m (w)  | 2,2 m/s  |
| 16. Juni 1980 | TAC Juniorenmeisterschaften                  | Knoxville        | 1     | 100 m      | 10,21 s     | −4,0 m/s |
| 17. Juni 1980 | TAC Juniorenmeisterschaften                  | Knoxville        | 1     | 200 m      | 20,66 s     | −1,8 m/s |
| 22. Juni 1980 | US-Olympia-Ausscheidungen                    | Eugene           | 4     | 100 m      | 10,32 s     | 0,0 m/s  |
| 25. Juni 1980 | US-Olympia-Ausscheidungen                    | Eugene           | 2     | Weitsprung | 8,01 m (w)  | 2,6 m/s  |
| 7. Juli 1980  | IAAF Super Grand Prix (DN Galan)             | Stockholm        | 2     | 100 m      | 10,39 s     | 0,7 m/s  |
| 13. Juli 1980 | IAAF Super Grand Prix (Peugeot-Talbot Games) | London           | 1     | 4 × 100 m  | 38,97 s     | –        |
| 5. Aug. 1980  | IAAF Golden League (Golden Gala)             | Rom              | 2     | 100 m      | 10,23 s     | 0,0 m/s  |
| 8. Aug. 1980  | IAAF Golden League (ISTAF)                   | Berlin           | 2     | 100 m      | 10,28 s     | −0,9 m/s |
| 8. Aug. 1980  | IAAF Golden League (ISTAF)                   | Berlin           | 1     | 4 × 100 m  | 38,70 s     | –        |
| 13. Aug. 1980 | IAAF Golden League (Weltklasse Zürich)       | Zürich           | HF    | 100 m      | 10,47 s     | −0,9 m/s |
| 29. Aug. 1980 | Panamerikanische Meisterschaften (Junioren)  | Sudbury          | 1     | 100 m      | 10,43 s     | −1,1 m/s |
| 31. Aug. 1980 | Panamerikanische Meisterschaften (Junioren)  | Sudbury          | 1     | 200 m      | 20,72 s (w) | 2,7 m/s  |
| 27. Feb. 1981 | TAC Hallenmeisterschaften                    | New York         | 2     | Weitsprung | 8,08 m      | –        |
| 13. März 1981 | NCAA Hallenmeisterschaften                   | Detroit          | 1     | Weitsprung | 8,48 m      | –        |
| 14. März 1981 | NCAA Hallenmeisterschaften                   | Detroit          | 1     | 60 yds     | 6,16 s      | –        |
| 5. Juni 1981  | NCAA Meisterschaften                         | Baton Rouge      | 1     | 100 m      | 9,99 s (w)  | 2,6 m/s  |
| 5. Juni 1981  | NCAA Meisterschaften                         | Baton Rouge      | 1     | Weitsprung | 8,25 m      | –        |
| 20. Juni 1981 | TAC Meisterschaften                          | Sacramento       | 1     | 100 m      | 10,13 s     | 0,4 m/s  |
| 20. Juni 1981 | TAC Meisterschaften                          | Sacramento       | 1     | Weitsprung | 8,62 m      | 0,8 m/s  |
| 26. Juni 1981 | IAAF Golden League (Bislett Games)           | Oslo             | 1     | Weitsprung | 8,03 m      | k. A.    |
| 19. Aug. 1981 | IAAF Golden League (Weltklasse Zürich)       | Zürich           | 1     | Weitsprung | 8,52 m      | −2,0 m/s |
| 26. Feb. 1982 | TAC Hallenmeisterschaften                    | New York         | 1     | Weitsprung | 8,55 m      | –        |
| 19. Juni 1982 | TAC Meisterschaften                          | Knoxville        | 1     | 100 m      | 10,11 s     | −0,5 m/s |
| 19. Juni 1982 | TAC Meisterschaften                          | Knoxville        | 1     | Weitsprung | 8,48 m      | 0,1 m/s  |
| 18. Aug. 1982 | IAAF Golden League (Weltklasse Zürich)       | Zürich           | 1     | Weitsprung | 8,58 m      | 0,0 m/s  |
| 18. Aug. 1982 | IAAF Golden League (Weltklasse Zürich)       | Zürich           | 1     | 4 × 100 m  | 38,13 s     | –        |
| 20. Aug. 1982 | IAAF Golden League (ISTAF)                   | Berlin           | 1     | 100 m      | 10,08 s     | 1,2 m/s  |
| 20. Aug. 1982 | IAAF Golden League (ISTAF)                   | Berlin           | 1     | 4 × 100 m  | 38,24 s     | –        |
| 25. Feb. 1983 | TAC Hallenmeisterschaften                    | New York         | 1     | 60 yds     | 6,04 s      | –        |
| 25. Feb. 1983 | TAC Hallenmeisterschaften                    | New York         | 1     | Weitsprung | 8,35 m      | –        |
| 18. Juni 1983 | TAC Meisterschaften                          | Indianapolis     | 1     | 100 m      | 10,27 s     | −2,4 m/s |
| 19. Juni 1983 | TAC Meisterschaften                          | Indianapolis     | 1     | 200 m      | 19,75 s     | 1,5 m/s  |
| 19. Juni 1983 | TAC Meisterschaften                          | Indianapolis     | 1     | Weitsprung | 8,79 m      | 1,9 m/s  |
| 8. Aug. 1983  | Weltmeisterschaften                          | Helsinki         | 1     | 100 m      | 10,07 s     | −0,3 m/s |
| 10. Aug. 1983 | Weltmeisterschaften                          | Helsinki         | 1     | Weitsprung | 8,55 m      | 1,2 m/s  |
| 10. Aug. 1983 | Weltmeisterschaften                          | Helsinki         | 1     | 4 × 100 m  | 37,86 s*    | –        |
| 17. Aug. 1983 | IAAF Golden League (ISTAF)                   | Berlin           | 1     | 100 m      | 10,07 s     | 0,0 m/s  |
| 24. Aug. 1983 | IAAF Golden League (Weltklasse Zürich)       | Zürich           | 2     | 200 m      | 20,21 s     | 0,6 m/s  |
| 26. Aug. 1983 | IAAF Golden League (Memorial Van Damme)      | Brüssel          | 1     | Weitsprung | 8,36 m      | 1,8 m/s  |
| 27. Feb. 1984 | TAC Hallenmeisterschaften                    | New York         | 1     | Weitsprung | 8,50 m      | –        |
| 17. Juni 1984 | US-Olympiaausscheidungen                     | Los Angeles      | 1     | 100 m      | 10,06 s     | −2,2 m/s |
| 19. Juni 1984 | US-Olympiaausscheidungen                     | Los Angeles      | 1     | Weitsprung | 8,71 m      | 0,1 m/s  |
| 21. Juni 1984 | US-Olympiaausscheidungen                     | Los Angeles      | 1     | 200 m      | 19,86 s     | −0,2 m/s |
| 4. Aug. 1984  | Olympische Spiele                            | Los Angeles      | 1     | 100 m      | 9,99 s      | 0,2 m/s  |
| 6. Aug. 1984  | Olympische Spiele                            | Los Angeles      | 1     | Weitsprung | 8,54 m      | −1,6 m/s |
| 8. Aug. 1984  | Olympische Spiele                            | Los Angeles      | 1     | 200 m      | 19,80 s     | −0,9 m/s |
| 11. Aug. 1984 | Olympische Spiele                            | Los Angeles      | 1     | 4 × 100 m  | 37,83 s*    | –        |
| 22. Aug. 1984 | IAAF Golden League (Weltklasse Zürich)       | Zürich           | 1     | 100 m      | 9,99 s      | 0,9 m/s  |
| 24. Aug. 1984 | IAAF Golden League (Memorial Van Damme)      | Brüssel          | 1     | Weitsprung | 8,64 m      | 0,2 m/s  |
| 8. Feb. 1985  | TAC Hallenmeisterschaften                    | Los Angeles      | 1     | Weitsprung | 8,27 m      | –        |
| 15. Juni 1985 | TAC Meisterschaften                          | Indianapolis     | HF    | 100 m      | 10,34 s     | −0,2 m/s |
| 21. Aug. 1985 | IAAF Golden League (Weltklasse Zürich)       | Zürich           | 4     | 100 m      | 10,31 s     | −0,6 m/s |
| 23. Aug. 1985 | IAAF Golden League (ISTAF)                   | Berlin           | 4     | 200 m      | 20,69 s     | k. A.    |
| 30. Aug. 1985 | IAAF Golden League (Memorial Van Damme)      | Brüssel          | 1     | 100 m      | 10,24 s     | k. A.    |
| 30. Aug. 1985 | IAAF Golden League (Memorial Van Damme)      | Brüssel          | 1     | Weitsprung | 8,62 m      | −0,1 m/s |
| 20. Juni 1986 | TAC Meisterschaften                          | Eugene           | 1     | 100 m      | 9,91 s (w)  | 4,5 m/s  |
| 20. Juni 1986 | TAC Meisterschaften                          | Eugene           | 1     | Weitsprung | 8,67 m (w)  | 3,3 m/s  |
| 21. Juni 1986 | TAC Meisterschaften                          | Eugene           | 4     | 200 m      | 20,30 s (w) | 3,2 m/s  |
| 9. Juli 1986  | Goodwill Games 1986                          | Moskau           | 3     | 100 m      | 10,06 s     | 0,8 m/s  |
| 9. Juli 1986  | Goodwill Games 1986                          | Moskau           | 1     | 4 × 100 m  | 37,98 s     | –        |
| 11. Juli 1986 | IAAF Super Grand Prix (Peugeot-Talbot Games) | London           | 1     | 200 m      | 20,63 s     | −0,3 m/s |
| 13. Aug. 1986 | IAAF Golden League (Weltklasse Zürich)       | Zürich           | 3     | 100 m      | 10,25 s     | −0,7 m/s |
| 27. Feb. 1987 | TAC Hallenmeisterschaften                    | New York         | 3     | 55 m       | 6,19 s      | –        |
| 26. Juni 1987 | TAC Meisterschaften                          | San Jose         | 1     | 200 m      | 20,12 s     | 0,4 m/s  |
| 26. Juni 1987 | TAC Meisterschaften                          | San Jose         | 1     | Weitsprung | 8,65 m      | 0,7 m/s  |
| 27. Juni 1987 | TAC Meisterschaften                          | San Jose         | 2     | 100 m      | 10,05 s     | 1,8 m/s  |
| 16. Aug. 1987 | Panamerikanische Spiele                      | Indianapolis     | 1     | Weitsprung | 8,75 m      | 1,7 m/s  |
| 16. Aug. 1987 | Panamerikanische Spiele                      | Indianapolis     | 1     | 4 × 100 m  | 38,41 s     | –        |
| 21. Aug. 1987 | IAAF Golden League (ISTAF)                   | Berlin           | 1     | 200 m      | 20,09 s     | −0,4 m/s |
| 21. Aug. 1987 | IAAF Golden League (ISTAF)                   | Berlin           | 1     | 4 × 100 m  | 38,18 s     | –        |
| 30. Aug. 1987 | Weltmeisterschaften                          | Rom              | 1     | 100 m      | 9,93 s*     | 1,0 m/s  |
| 5. Sep. 1987  | Weltmeisterschaften                          | Rom              | 1     | Weitsprung | 8,67 m      | 0,4 m/s  |
| 6. Sep. 1987  | Weltmeisterschaften                          | Rom              | 1     | 4 × 100 m  | 37,90 s     | –        |
| 11. Sep. 1987 | IAAF Golden League (Memorial Van Damme)      | Brüssel          | 1     | 200 m      | 20,31 s     | −1,0 m/s |
| 15. Sep. 1987 | IAAF Super Grand Prix (Athletissima 87)      | Lausanne         | 1     | 100 m      | 10,11 s     | 0,0 m/s  |
| 15. Sep. 1987 | IAAF Super Grand Prix (Athletissima 87)      | Lausanne         | 1     | 200 m      | 20,02 s     | 0,3 m/s  |
| 24. Juni 1988 | IAAF Super Grand Prix (Athletissima 88)      | Lausanne         | 1     | Weitsprung | 8,43 m      | 1,5 m/s  |
| 16. Juli 1988 | US-Olympiaausscheidungen                     | Indianapolis     | 1     | 100 m      | 9,78 s (w)  | 5,2 m/s  |
| 18. Juli 1988 | US-Olympiaausscheidungen                     | Indianapolis     | 1     | Weitsprung | 8,76 m      | 0,8 m/s  |
| 20. Juli 1988 | US-Olympiaausscheidungen                     | Indianapolis     | 2     | 200 m      | 20,01 s     | 1,0 m/s  |
| 17. Aug. 1988 | IAAF Golden League (Weltklasse Zürich)       | Zürich           | 1     | 100 m      | 9,93 s*     | 1,1 m/s  |
| 19. Aug. 1988 | IAAF Golden League (Memorial Van Damme)      | Brüssel          | 1     | 100 m      | 10,04 s     | −0,6 m/s |
| 4. Aug. 1988  | Olympische Spiele                            | Seoul            | 1     | 100 m      | 9,92 s*     | 1,1 m/s  |
| 6. Aug. 1988  | Olympische Spiele                            | Seoul            | 1     | Weitsprung | 8,72 m      | −0,2 m/s |
| 8. Aug. 1988  | Olympische Spiele                            | Seoul            | 2     | 200 m      | 19,79 s     | 1,7 m/s  |
| 27. Juni 1989 | IAAF Super Grand Prix (Athletissima 89)      | Lausanne         | 1     | Weitsprung | 8,43 m      | 0,4 m/s  |
| 1. Juli 1989  | IAAF Golden League (Bislett Games)           | Oslo             | 2     | 100 m      | 10,11 s     | 1,2 m/s  |
| 3. Juli 1989  | IAAF Super Grand Prix (DN Galan)             | Stockholm        | 1     | Weitsprung | 8,53 m      | 0,3 m/s  |
| 16. Aug. 1989 | IAAF Golden League (Weltklasse Zürich)       | Zürich           | 1     | 100 m      | 10,09 s     | −0,7 m/s |
| 18. Aug. 1989 | IAAF Golden League (ISTAF)                   | Berlin           | 1     | Weitsprung | 8,38 m      | 0,0 m/s  |
| 25. Aug. 1989 | IAAF Golden League (Memorial Van Damme)      | Brüssel          | 5     | 200 m      | 20,47 s     | 0,4 m/s  |
| 1. Sep. 1989  | IAAF Golden League (Grand Prix Final)        | Monaco           | 3     | 100 m      | 10,30 s     | 0,4 m/s  |
| 15. Juni 1990 | TAC Meisterschaften                          | Norwalk          | 1     | 100 m      | 10,05 s     | 0,6 m/s  |
| 12. Juli 1990 | IAAF Super Grand Prix (Athletissima 90)      | Lausanne         | 1     | 100 m      | 10,09 s     | −0,2 m/s |
| 14. Juli 1990 | IAAF Golden League (Bislett Games)           | Oslo             | 1     | 100 m      | 10,26 s     | −1,5 m/s |
| 23. Juli 1990 | Goodwill Games                               | Seattle          | 2     | 100 m      | 10,08 s     | 1,1 m/s  |
| 25. Juli 1990 | Goodwill Games                               | Seattle          | 1     | Weitsprung | 8,38 m      | 1,4 m/s  |
| 7. Sep. 1990  | IAAF Golden League (Grand Prix Final)        | Athen            | 3     | 100 m      | 10,12 s     | 0,4 m/s  |
| 14. Juni 1991 | TAC Meisterschaften                          | New York         | 2     | 100 m      | 9,93 s      | 1,9 m/s  |
| 15. Juni 1991 | TAC Meisterschaften                          | New York         | 1     | Weitsprung | 8,64 m      | 1,7 m/s  |
| 3. Aug. 1991  | IAAF Golden League (Herculis Grand Prix)     | Monaco           | 1     | 4 × 100 m  | 37,79 s*    | –        |
| 7. Aug. 1991  | IAAF Golden League (Weltklasse Zürich)       | Zürich           | 2     | 100 m      | 10,12 s     | –        |
| 7. Aug. 1991  | IAAF Golden League (Weltklasse Zürich)       | Zürich           | 1     | 4 × 100 m  | 37,67 s*    | –        |
| 24. Aug. 1991 | Weltmeisterschaften                          | Tokio            | 1     | 100 m      | 9,86 s*     | 1,2 m/s  |
| 30. Aug. 1991 | Weltmeisterschaften                          | Tokio            | 2     | Weitsprung | 8,91 m (w)  | 2,9 m/s  |
| 1. Sep. 1991  | Weltmeisterschaften                          | Tokio            | 1     | 4 × 100 m  | 37,50 s*    | –        |
| 28. Feb. 1992 | TAC Hallenmeisterschaften                    | New York         | 1     | Weitsprung | 8,35 m      | –        |
| 20. Juli 1992 | US-Olympiaausscheidungen                     | New Orleans      | 6     | 100 m      | 10,28 s     | −0,7 m/s |
| 24. Juli 1992 | US-Olympiaausscheidungen                     | New Orleans      | 2     | Weitsprung | 8,53 m      | 0,0 m/s  |
| 28. Juli 1992 | US-Olympiaausscheidungen                     | New Orleans      | 4     | 200 m      | 20,15 s     | 1,0 m/s  |
| 6. Aug. 1992  | Olympische Spiele                            | Barcelona        | 1     | Weitsprung | 8,67 m      | −0,7 m/s |
| 8. Aug. 1992  | Olympische Spiele                            | Barcelona        | 1     | 4 × 100 m  | 37,40 s*    | –        |
| 11. Aug. 1992 | IAAF Golden League (Herculis Grand Prix)     | Monaco           | 1     | 100 m      | 10,15 s     | 0,0 m/s  |
| 19. Aug. 1992 | IAAF Golden League (Weltklasse Zürich)       | Zürich           | 1     | 100 m      | 10,07 s     | −0,7 m/s |
| 4. Sep. 1992  | IAAF Golden League (Grand Prix Final)        | Turin            | 2     | 100 m      | 10,18 s     | 0,5 m/s  |
| 17. Juni 1993 | USATF Meisterschaften                        | Eugene           | 3     | 100 m      | 9,90 s (w)  | 4,8 m/s  |
| 19. Juni 1993 | USATF Meisterschaften                        | Eugene           | 2     | 200 m      | 20,07 s (w) | 2,5 m/s  |
| 7. Juli 1993  | IAAF Super Grand Prix (Athletissima 93)      | Lausanne         | 2     | 100 m      | 10,07 s     | 0,8 m/s  |
| 4. Aug. 1993  | IAAF Golden League (Weltklasse Zürich)       | Zürich           | 4     | 100 m      | 10,07 s     | 0,0 m/s  |
| 4. Aug. 1993  | IAAF Golden League (Weltklasse Zürich)       | Zürich           | 2     | 4 × 100 m  | 38,19 s     | –        |
| 11. Aug. 1993 | IAAF Golden League (Herculis Grand Prix)     | Monaco           | 4     | 200 m      | 20,31 s     | −0,3 m/s |
| 15. Aug. 1993 | Weltmeisterschaften                          | Stuttgart        | 4     | 100 m      | 10,02 s     | 0,3 m/s  |
| 20. Aug. 1993 | Weltmeisterschaften                          | Stuttgart        | 3     | 200 m      | 19,99 s     | 0,3 m/s  |
| 8. Juni 1994  | IAAF Golden League (Golden Gala)             | Rom              | 1     | 100 m      | 10,14 s     | 0,2 m/s  |
| 24. Juli 1994 | Goodwill Games                               | Sankt Petersburg | 4     | 100 m      | 10,23 s     | −1,9 m/s |
| 29. Juli 1994 | Goodwill Games                               | Sankt Petersburg | 1     | 4 × 100 m  | 38,30 s     | –        |
| 16. Juni 1995 | USATF Meisterschaften                        | Sacramento       | 6     | 100 m      | 10,32 s     | −1,2 m/s |
| 18. Juni 1995 | USATF Meisterschaften                        | Sacramento       | 2     | Weitsprung | 8,45 m (w)  | 6,0 m/s  |
| 3. Juli 1995  | IAAF Golden League (Meeting Gaz de France)   | Paris            | 5     | 100 m      | 10,32 s     | k. A.    |
| 5. Juli 1995  | IAAF Super Grand Prix (Athletissima 95)      | Lausanne         | 8     | 200 m      | 20,53 s (w) | 2,3 m/s  |
| 15. Juli 1996 | US-Olympiaausscheidungen                     | Atlanta          | 8     | 100 m      | 10,21 s     | 1,1 m/s  |
| 19. Juli 1996 | US-Olympiaausscheidungen                     | Atlanta          | 3     | Weitsprung | 8,30 m      | −0,2 m/s |
| 22. Juli 1996 | US-Olympiaausscheidungen                     | Atlanta          | 5     | 200 m      | 20,20 s     | 1,7 m/s  |
| 23. Aug. 1996 | IAAF Golden League (Memorial Van Damme)      | Brüssel          | 3     | 100 m      | 10,10 s     | k. A.    |
| 29. Aug. 1996 | Olympische Spiele                            | Atlanta          | 1     | Weitsprung | 8,50 m      | −1,3 m/s |
| 7. Juli 1997  | IAAF Super Grand Prix (DN Galan)             | Stockholm        | 1     | 4 × 100 m  | 38,31 s     | –        |
| 13. Aug. 1997 | IAAF Golden League (Weltklasse Zürich)       | Zürich           | HF    | 100 m      | 10,51 s     | −0,6 m/s |
| 26. Aug. 1997 | IAAF Golden League (ISTAF)                   | Berlin           | 1     | 4 × 100 m  | 38,24 s     | –        |

* zum Zeitpunkt der Entstehung offizieller Weltrekord

HF Halbfinale

(w) Resultat zu stark windbegünstigt

### Persönliche Bestleistungen
| Freiluft   | Freiluft                      | Freiluft         | Freiluft        | Freiluft | Freiluft |
| ---------- | ----------------------------- | ---------------- | --------------- | -------- | -------- |
| 100 m      | 9,86 s (1,2 m/s)              | 24. August 1991  | Tokio           |          |          |
| 200 m      | 19,75 s (1,5 m/s)             | 19. Juni 1983    | Indianapolis    |          |          |
| Weitsprung | 8,87 m (−0,2 m/s)             | 30. August 1991  | Tokio           |          |          |
| 4 × 100 m  | 37,40 s (USA)                 | 8. August 1992   | Barcelona       |          |          |
| 4 × 200 m  | 1:18,68 min (Santa Monica TC) | 17. April 1994   | Walnut          |          |          |
| Halle      |                               |                  |                 |          |          |
| 50 yds     | 5,31 s                        | 13. Februar 1981 | Toronto         |          |          |
| 60 yds     | 6,02 s                        | 5. Februar 1983  | Dallas          |          |          |
| 50 m       | 5,72 s                        | 17. Februar 1984 | San Diego       |          |          |
| 55 m       | 6,09 s                        | 14. Februar 1987 | East Rutherford |          |          |
| 60 m       | 6,60 s                        | 10. Februar 1989 | San Sebastian   |          |          |
| 200 m      | 20,75 s                       | 4. März 1992     | San Sebastian   |          |          |
| Weitsprung | 8,79 m*                       | 27. Januar 1984  | New York City   |          |          |

* aktueller Hallenweltrekord (Stand 03/2021)

### 100 Meter
Abgesehen von den olympischen Erfolgen und Weltmeistertiteln haben vor allem die sportlichen Auseinandersetzungen auf der Tartanbahn Carl Lewis zu einem der weltweit populärsten Leichtathleten gemacht. Vor allem die Rivalität zum Kanadier Ben Johnson, welche in den Jahren 1987 und 1988 ihren Höhepunkt erreichte, trug wesentlich zum Aufstieg Lewis’ zum Superstar und ersten Großverdiener in der Leichtathletik bei. Lewis blieb in seiner Karriere insgesamt 27-mal unter zehn Sekunden, davon 15-mal unter regulären Bedingungen. Zumindest bis Anfang der 1990er Jahre galt er damit über diese Strecke als der Sprinter mit dem höchsten Leistungsniveau weltweit. Er markierte in dieser Zeit zweimal einen neuen Weltrekord und stellte darüber hinaus zweimal die bestehende Bestmarke ein (siehe Liste der Leichtathletikweltrekorde der Männer nach Disziplinen seit 1971). Seine große Stärke war seine Schnelligkeitsausdauer wegen der er auf den letzten Metern kaum an Geschwindigkeit verlor.
| Datum         | Zeit    | Wind     | Wettkampf/Ort                         |
| ------------- | ------- | -------- | ------------------------------------- |
| 16. Juni 1980 | 10,21 s | −4,0 m/s | TAC Juniorenmeisterschaften/Knoxville |
| 16. Mai 1981  | 10,00 s | 0,0 m/s  | Southwest Conference/Dallas           |
| 15. Mai 1982  | 10,00 s | 1,9 m/s  | California Relays/Modesto             |
| 14. Mai 1983  | 9,97 s  | 1,5 m/s  | S&W Classic/Modesto                   |
| 30. Aug. 1987 | 9,93 s* | 1,0 m/s  | Weltmeisterschaften/Rom               |
| 17. Aug. 1988 | 9,93 s* | 1,1 m/s  | Weltklasse Zürich/Zürich              |
| 24. Sep. 1988 | 9,92 s* | 1,1 m/s  | Olympische Spiele/Seoul               |
| 24. Aug. 1991 | 9,86 s* | 1,2 m/s  | Weltmeisterschaften/Tokio             |

* zum Zeitpunkt der Entstehung offizieller Weltrekord

### 200 Meter
Trotz „nur“ einer olympischen Gold- bzw. Silbermedaille und eines dritten Platzes bei Weltmeisterschaften galt Lewis ähnlich wie auf der halben Distanz auch auf dieser Strecke als der beständigste Sprinter. Er blieb insgesamt zehnmal unter der Grenze von 20 Sekunden (alle regulär), ein Leistungsniveau, welches erst einige Jahre später durch Frank Fredericks und Michael Johnson erreicht bzw. übertroffen wurde.
| Datum         | Zeit    | Wind     | Wettkampf/Ort                         |
| ------------- | ------- | -------- | ------------------------------------- |
| 16. Mai 1980  | 21,04 s | k. A.    | Southwest Conference (Vorlauf)/Waco   |
| 17. Mai 1980  | 20,68 s | 0,7 m/s  | Southwest Conference/Waco             |
| 17. Juni 1980 | 20,66 s | −1,8 m/s | TAC Juniorenmeisterschaften/Knoxville |
| 17. Apr. 1982 | 20,27 s | 0,2 m/s  | Jenner Classic/San Jose               |
| 28. Mai 1983  | 20,16 s | 0,5 m/s  | Jenner Classic/San Jose               |
| 19. Juni 1983 | 19,75 s | 1,5 m/s  | TAC Meisterschaften/Indianapolis      |

### Weitsprung

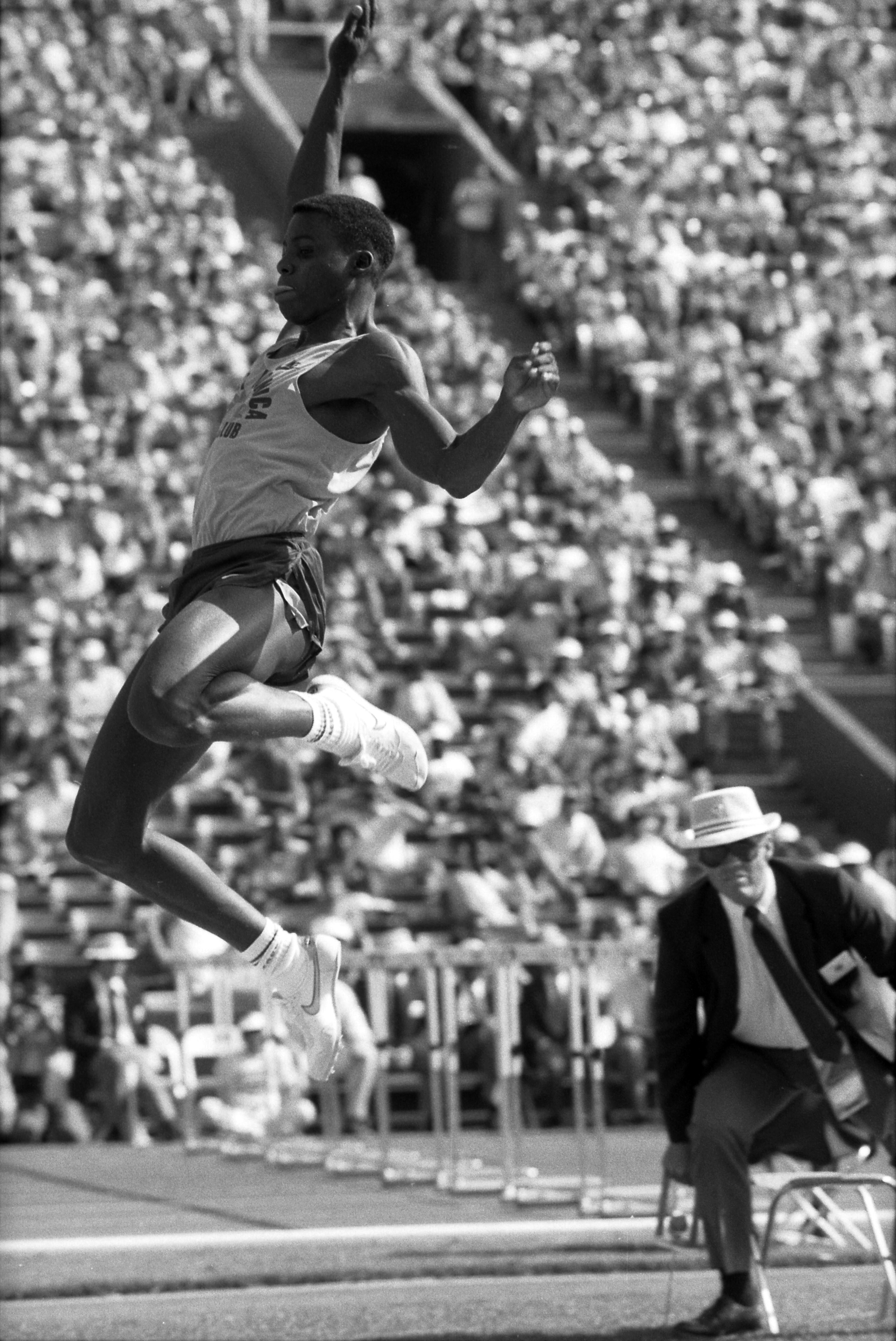
Carl Lewis 1984 in Los Angeles

Trotz seiner teilweise legendären Auftritte im Sprint hatte Carl Lewis immer wieder bekräftigt, dass der Weitsprung seine eigentliche Lieblingsdisziplin war. Hier sammelte er seine ersten Erfahrungen in der Leichtathletik. Die erste offizielle persönliche Bestmarke datiert bereits aus dem Jahr 1974, als er als Dreizehnjähriger eine Weite von 5,51 m erreichte.
Nachdem Lewis bei den TAC-Hallenmeisterschaften 1981 hinter seinem Landsmann Larry Myricks den zweiten Platz belegt hatte, blieb er in den folgenden zehn Jahren in 65 Wettkämpfen ungeschlagen. Erst bei dem legendären Duell gegen Mike Powell während der Weltmeisterschaften 1991 musste Lewis wieder eine Niederlage einstecken.
Obwohl er nie den Freiluftweltrekord hielt, galt Carl Lewis als der beständigste Weitspringer. Seine Wettkämpfe zeichneten sich meistens durch hohe Konstanz aus. Beispiel hierfür sind, neben seiner bis heute unerreichten Sprungserie von Tokio 1991 (8,68 m; X; 8,83 m; 8,91 m; 8,87 m 8,84 m) die Weltmeisterschaften in Rom vier Jahre zuvor. Hier erreichte Lewis bei vier Durchgängen jeweils eine Weite zwischen 8,60 und 8,67 m bei regulären Bedingungen. Zum Vergleich: Der zweitplatzierte Robert Emmijan kam in seinem besten Versuch auf 8,53 m. Im Laufe seiner Karriere übertraf Carl Lewis während eines Wettkampfes 75-mal die 8,50 m, davon 64-mal unter regulären Bedingungen. Diese Bilanz ist bis heute von keinem weiteren Springer erreicht worden. Außerdem stellte Lewis dreimal einen Hallenweltrekord auf. Seine Bestmarke von 8,79 m aus dem Jahre 1984 ist heute noch gültig. (Stand: März 2021)
| Datum         | Weite   | Wind     | Wettkampf/Ort                              |
| ------------- | ------- | -------- | ------------------------------------------ |
| 24. Juni 1978 | 7,55 m  | k. A.    | TAC Juniorenmeisterschaften/Bloomington    |
| 22. Juli 1978 | 7,57 m  | k. A.    | East Coast Invitational/Towson             |
| 30. Juli 1978 | 7,57 m  | k. A.    | National Age Group/Memphis                 |
| 5. März 1979  | 7,76 m  | -        | Eastern States/Princeton                   |
| 9. Juni 1979  | 7,90 m  | k. A.    | International Prep Invitational/Naperville |
| 9. Juni 1979  | 8,07 m  | k. A.    | International Prep Invitational/Naperville |
| 7. Juli 1979  | 8,13 m  | k. A.    | Panamerikanische Spiele/San Juan           |
| 20. Feb. 1981 | 8,26 m  | –        | Southwest Conference/Fort Worth            |
| 20. Feb. 1981 | 8,49 m* | –        | Southwest Conference/Fort Worth            |
| 20. Juni 1981 | 8,62 m  | k. A.    | TAC Meisterschaften/Sacramento             |
| 24. Juli 1982 | 8,76 m  | 1,0 m/s  | USOC Sports Festival/Indianapolis          |
| 19. Juni 1983 | 8,79 m  | 1,9 m/s  | TAC Meisterschaften/Indianapolis           |
| 27. Jan. 1984 | 8,79 m* | –        | Millrose Games/New York City               |
| 30. Aug. 1991 | 8,87 m  | −0,2 m/s | Weltmeisterschaften/Tokio                  |

* zum Zeitpunkt der Entstehung offizieller Hallenweltrekord

### Staffel
Carl Lewis wurde bis auf wenige Ausnahmen in der Regel als Schlussläufer eingesetzt. Mit der 4-mal-100-Meter-Staffel gewann er zwei olympische Goldmedaillen sowie dreimal den Weltmeistertitel. Er war an insgesamt zwölf Staffelläufen beteiligt, welche schneller als 38 Sekunden waren. Dabei wurde sechsmal der Weltrekord verbessert, zuletzt auf eine Zeit von 37,40 s. Diese bei den Olympischen Spielen 1992 erzielte Bestmarke wurde bis heute von keiner weiteren US-amerikanischen Staffel unterboten und war zudem über einen Zeitraum von 16 Jahren der gültige Weltrekord. Neben der 4-mal-100-Meter-Staffel bestritt Lewis gelegentlich auch die nichtolympische 4-mal-200-Meter-Staffel, wo er an insgesamt drei Weltrekordläufen beteiligt war. 1994 wurde mit 1:18,68 min ein neuer Weltrekord aufgestellt, der erst 2014 von der jamaikanischen Staffel in Nassau gebrochen wurde.
| Datum         | Zeit     | Team            | Wettkampf/Ort                 |
| ------------- | -------- | --------------- | ----------------------------- |
| 17. Juli 1980 | 38,61 s  | USA             | Philadelphia                  |
| 24. Juli 1982 | 38,27 s  | USOCSF          | Indianapolis                  |
| 18. Aug. 1982 | 38,13 s  | USA             | Weltklasse Zürich/Zürich      |
| 10. Aug. 1983 | 37,86 s* | USA             | Weltmeisterschaften/Helsinki  |
| 11. Aug. 1984 | 37,83 s* | USA             | Olympische Spiele/Los Angeles |
| 3. Aug. 1991  | 37,79 s* | Santa Monica TC | Herculis Grand Prix/Monaco    |
| 7. Aug. 1991  | 37,67 s* | USA             | Weltklasse Zürich/Zürich      |
| 1. Sep. 1991  | 37,50 s* | USA             | Weltmeisterschaften/Tokio     |
| 8. Aug. 1992  | 37,40 s* | USA             | Olympische Spiele/Barcelona   |

* zum Zeitpunkt der Entstehung offizieller Weltrekord

## Trainer
2014 wurde Lewis Assistenztrainer an der Universität Houston. 2020 gab die amtierende Weitsprungweltmeisterin Malaika Mihambo bekannt, fortan bei ihm in Houston zu trainieren.

## Politik
Lewis ist Mitglied der Demokratischen Partei. Er kündigte im April 2011 seine Kandidatur für den Senat von New Jersey an: „Ich bin bereit, den Steuerzahlern dieses wunderbaren Bundesstaates zu dienen, der mir so viel ermöglicht hat.“ Wenig später erklärte die republikanische Vizegouverneurin von New Jersey, Kim Guadagno, Lewis dürfe nicht antreten, da er nicht – wie vorgeschrieben – zuvor mindestens vier Jahre im Staat gelebt habe. Das zuständige Bundesbezirksgericht entschied zunächst zu Lewis’ Gunsten, revidierte sein Urteil jedoch nach einem Einspruch der Republikaner im Burlington County. Daraufhin erklärte Lewis im September 2011 seine Wahlkampagne für beendet; er schloss auch aus, gegen den republikanischen Amtsinhaber Jon Runyan bei den Kongresswahlen 2012 zu kandidieren.

## Privates
Lewis ist seit 1990 Veganer. Seine Mutter Evelyn Lawler (1929–2023) war Anfang der 1950er Jahre eine erfolgreiche Leichtathletin, seine jüngere Schwester ist die ehemalige Weitspringerin und Olympiateilnehmerin Carol Lewis.

## Filmografie (Auswahl)
- 1989: Cannonball Fieber – Auf dem Highway geht’s erst richtig los, als er selbst beim Joggen (Cameo-Auftritt)
- 2002: Atomic Twister – Sturm des Untergangs, als Stu
- 2003: Alien Jäger – Mysterium in der Antarktis (Alien Hunter)

### Sonstige Fernsehauftritte
- 2022: Klein gegen Groß, genaues Weitspringen

## Auszeichnungen
- Welt-Leichtathlet des Jahres – Track & Field News 1982, 1983, 1984[16]
- Welt-Leichtathlet des Jahres – The International Athletic Foundation (1988, 1991)[17]
- Leichtathletik-Legende – IAAF 1997 (wegen seiner großen sportlichen Erfolge anlässlich seines Abschieds vom Leistungssport verliehen)[18]
- Welt-Leichtathlet des Jahrhunderts – IAAF 1999[19]
- Save the World Award – 2009 in Österreich
- Prinz-von-Asturien-Preis 1996
- Weltsportler des Jahres (L’Équipe) 1983, 1984, 1991
- Weltsportler des Jahres (La Gazzetta dello Sport): 1983, 1984, 1988, 1991
- Associated Press Athlete of the Year – 1983, 1984
- Aufnahme in die IAAF Hall of Fame – 2012